# Vertain Communal Cemetery Extension
Vertain Communal Cemetery Extension is een Britse militaire begraafplaats met gesneuvelden uit de Eerste Wereldoorlog, gelegen in de Franse gemeente Vertain (Noorderdepartement). Ze ligt naast de gemeentelijke begraafplaats op 350 m ten westen van de Église Saint-Pierre. De begraafplaats werd ontworpen door William Cowlishaw en wordt onderhouden door de Commonwealth War Graves Commission. Het terrein heeft een nagenoeg vierkantig grondplan met een oppervlakte van 3.040 m² en wordt omsloten door een haag. De toegang bestaat uit een dubbel metalen hek tussen naar binnen gebogen bakstenen muurtjes. Het Cross of Sacrifice staat centraal op de aslijn van de toegang.
Er liggen 52 Britten begraven waaronder 1 niet geïdentificeerde.

## Geschiedenis
Vertain werd bijna de hele oorlog door de Duitse troepen bezet maar op 23 oktober 1918 veroverde de 24th Royal Fusiliers (2nd Division) het dorp. De begraafplaats werd onmiddellijk daarna door hen aangelegd naast een kleine Duitse begraafplaats dat in september 1922 verwijderd werd. 

## Onderscheiden militairen
- A. Styles, soldaat bij de Irish Guards, G. Warrington, soldaat bij de Duke of Cornwall's Light Infantry en W.A.G. Wixey, soldaat bij de Oxford and Bucks Light Infantry ontvingen de Military Medal (MM).